# 汕尾市华侨管理区
汕尾市华侨管理区，是中华人民共和国广东省汕尾市下辖的一个经济管理区，位于汕尾市东部。原为陆丰市的华侨农场，1994年7月设为汕尾市华侨管理区，管理机构为汕尾市的派出机构，具县级行政、经济管理职能，下辖华兴、饶湖、尖山三个办事处。总面积32平方公里，户籍人口1.7万人。

## 行政区划
汕尾市华侨管理区下辖以下地区：
第一社区、第二社区、第三社区、第四社区、第八社区、第九社区、第五村、第六村和第七村。